# Flobots
Flobots is een Amerikaanse muziekgroep uit Denver, Colorado, die in 2000 werd opgestart door Jamie Laurie. Ze spelen een combinatie van rock en (alternatieve) hiphop.

## Discografie

### Album
- Fight with Tools (2007)
- Survival Story (2010)

### Ep
- Flobots Present...Platypus (2005)
- Live at the House of Blues – Anaheim, CA (2009)